# Men Without Hats
«Men Without Hats» (укр. Чоловіки без капелюхів) — канадський рок-гурт стилю «нью-вейв» з Монреалю (Квебек), заснований у 1977 році. Лідер гурту — Іван Дорощук (Ivan Doroschuk), канадець українського походження. Найвідоміша композиція — «Safety Dance» (1982) — мала великий успіх у всьому світі. Інші відомі пісні — «Where Do The Boys Go?», Pop Goes the World, 1987.
Проте цей музичний колектив фактично спіткала доля «гурту однієї пісні».

## Дискографія

### Студійні альбоми
- Rhythm of Youth (1982)
- Folk of the 80's (Part III) (1984)
- Pop Goes the World (1987)
- The Adventures of Women & Men Without Hate in the 21st Century (1989)
- Sideways (1991)
- No Hats Beyond This Point (2003)
- Love in the Age of War (2012)

### EP
- Folk of the 80's (1980)
- Freeways (1985)

### Збірки
- Collection (1996)
- Greatest Hats (1997)
- The Very Best of Men Without Hats (1998)
- My Hats Collection (2006)
- The Silver Collection (plus bonus DVD) (2008)